# Territorialkonflikte im Südchinesischen Meer
Zu Territorialkonflikten im Südchinesischen Meer kam es nach dem Zweiten Weltkrieg zwischen den Anrainern und weiteren Interessenparteien mit weitreichenden ökonomischen und sicherheitspolitischen Interessen. Die territorialen Grenzen zwischen den Anrainerstaaten sind in vielen Fällen nicht geklärt.
Die Staaten Volksrepublik China, Republik China (Taiwan), Philippinen, Malaysia, Brunei, Indonesien und Vietnam beanspruchen teilweise dieselben Seegebiete und Inseln. Auslöser der Konflikte sind das Interesse an Rohstoffvorkommen und reichen Fischgründen in den Seegebieten des Südchinesischen Meeres.
Diese Konflikte sind verbunden mit den Territorialkonflikten im benachbarten Ostchinesischen Meer.

Territoriale Ansprüche und ausschließliche Wirtschaftszonen im Südchinesischen Meer

## Geografie
Das Südchinesische Meer liegt zwischen Borneo, Hinterindien, der Insel Taiwan, der malaiischen Halbinsel und der Ostküste von China. Es hat eine Fläche von etwa 3,6 Mio. km² und eine maximale Tiefe von 5016 m. Im Norden schließt sich das Ostchinesische Meer an, zusammen mit dem Gelben Meer  bilden sie das Chinesische Meer.
In seinem Meeresboden lagern schätzungsweise 30 Millionen Barrel Erdöl und 7500 km³ Erdgas. Rund 50 Prozent aller jährlich verschifften Waren werden durch dieses Meer transportiert. Mineralienvorkommen soll es dort ebenfalls geben.

## Geschichte

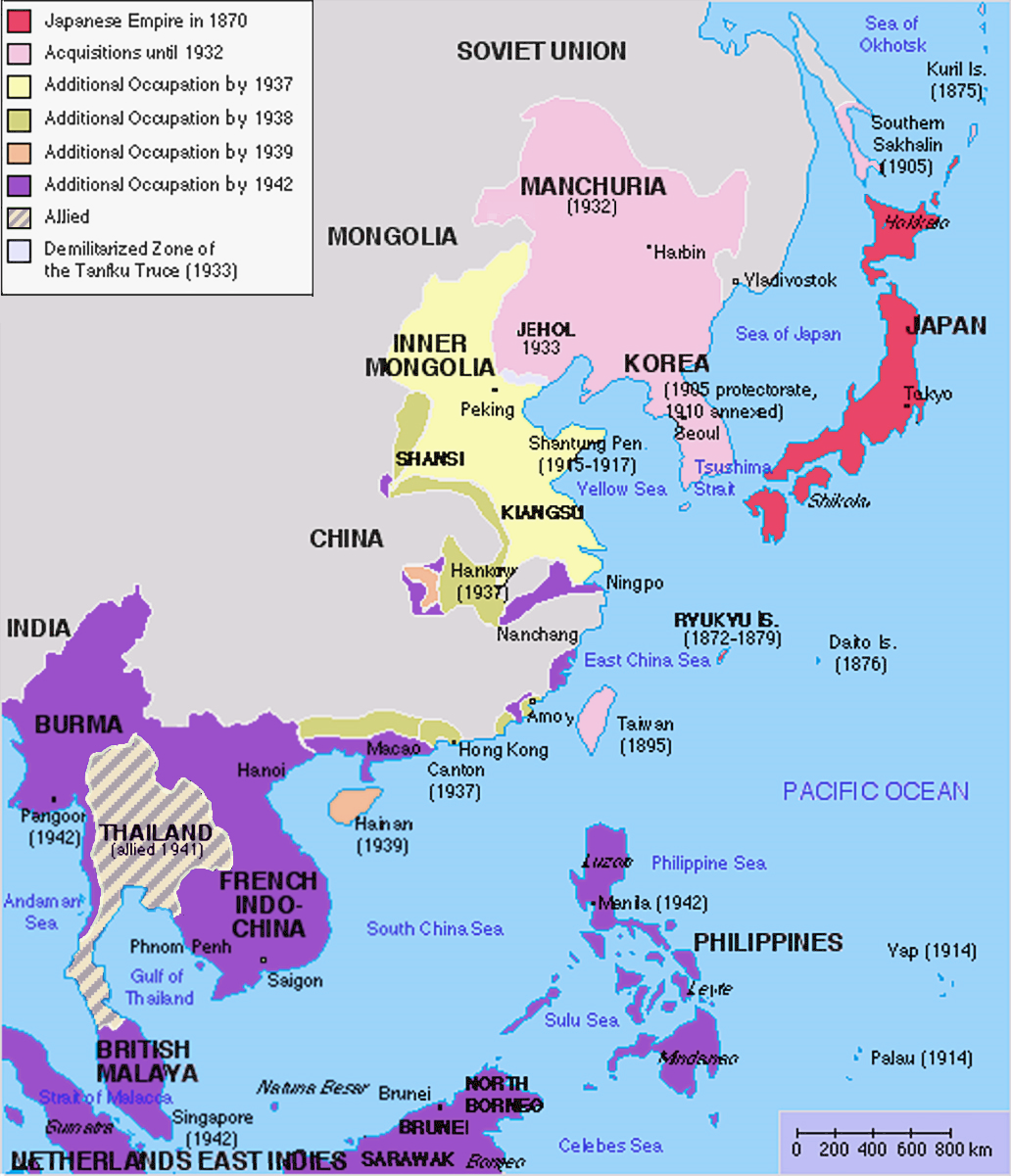
Die Expansion Japans bis zum Ende des Zweiten Weltkriegs

Das Südchinesische Meer ist seit historischer Zeit einer der wichtigsten Handelswege in Südostasien. Die Schifffahrtswege und Fischgründe wurden von allen Anrainern genutzt. Die Inseln im Südchinesischen Meer waren nur teilweise besiedelt und dienten den Fischern als Anlandemöglichkeiten.
Nach dem Ende des Zweiten Weltkrieges meldete vor allem China Anspruch auf verschiedene Inselgruppen an. 1974 besetzte China die Paracel-Inseln.
Spätestens seit die VR China 2009 bei den Vereinten Nationen mit der „Neun-Striche-Karte“ ihre weitgehenden Ansprüche im Südchinesischen Meer bekräftigt hat, sind diese Streitigkeiten auch im Westen bekannt geworden.
Japan expandierte Anfang des 20. Jahrhunderts in diesem Gebiet, in dem die europäischen Kolonialmächte, darunter Frankreich, die Niederlande und das Vereinigte Königreich bereits ihre Einflusssphären abgegrenzt hatten. China war in dieser Zeit ausgesprochen machtlos. Ab 1931 griff Japan China an, ab 1937 führte dies zu einem offenen Krieg, 1939 besetzte Japan Hainan, 1940 Französisch-Indochina, 1941 griff es die USA an und besetzte u. a. die Philippinen, Malaysia und Niederländisch-Indien. Nachdem Japan 1945 besiegt war, kehrten die Europäer für kurze Zeit zurück. Die Vereinigten Staaten hatten den Krieg und damit eine enorme Machtposition gewonnen. Die VR China blieb im Chinesischen Bürgerkrieg 1949 siegreich, es schloss sich der China-Taiwan-Konflikt an. Viele Anrainer wurden unabhängig: 1946 die Philippinen, 1945/49 Indonesien, 1954 Französisch-Indochina und 1957 Malaysia. 1946–54 wütete der Indochinakrieg und 1955 bis 1975 der Vietnamkrieg.
Die Wirtschaftskrise ab 2008 ist ein Grund für die Eskalation des Territorialstreits ab 2011. Seit der Wirtschaftskrise gewann die VR China einen wirtschaftlichen Vorsprung gegenüber ihren südostasiatischen Nachbarländern, die sich zunehmend bedroht fühlen. Der wirtschaftliche Vorsprung der USA vor China nahm ab, so dass Washington China zunehmend als Herausforderer sah. Das Südchinesische Meer besitzt für die VR China vergleichbares Gewicht wie Tibet, Hongkong oder Taiwan.
In China werden das Gelbe, das Ostchinesische und das Südchinesischen Meer oftmals als chinesische Gewässer (Mare Nostrum) gesehen. Diese „nahen Seegebiete“ reichen bis zu einer „Ersten Insellinie“, die von der Südspitze Japans über Taiwan bis zu den Philippinen verläuft. Die Volksrepublik strebt möglicherweise auch die Dominanz bis zur weiter östlichen „Zweiten Insellinie“ – bei den Marianen, Guam und Palau – an. Dann könnten die USA nicht mehr ihre Flugzeugträger-Verbände in die Straße von Taiwan schicken, wie dies bei der letzten Krise 1996 der Fall gewesen ist.
Im September 2021 verkündete US-Präsident Joe Biden die Gründung der indopazifischen Sicherheitsallianz AUKUS. An diesem Militärbündnis, das von China heftig kritisiert wird, sind neben den USA auch Australien und Großbritannien beteiligt.
Eine Vielzahl von Inseln im Südchinesischen Meer und die Lage zwischen acht Ländern machen das Gebiet zu einem geopolitischen Hotspot. Die Länder Thailand, Malaysia, Indonesien und die Philippinen sind zusätzlich mit religiösen und sozialen innenpolitischen Schwierigkeiten konfrontiert.

## Umstrittene Gebiete

### Spratly-Inseln

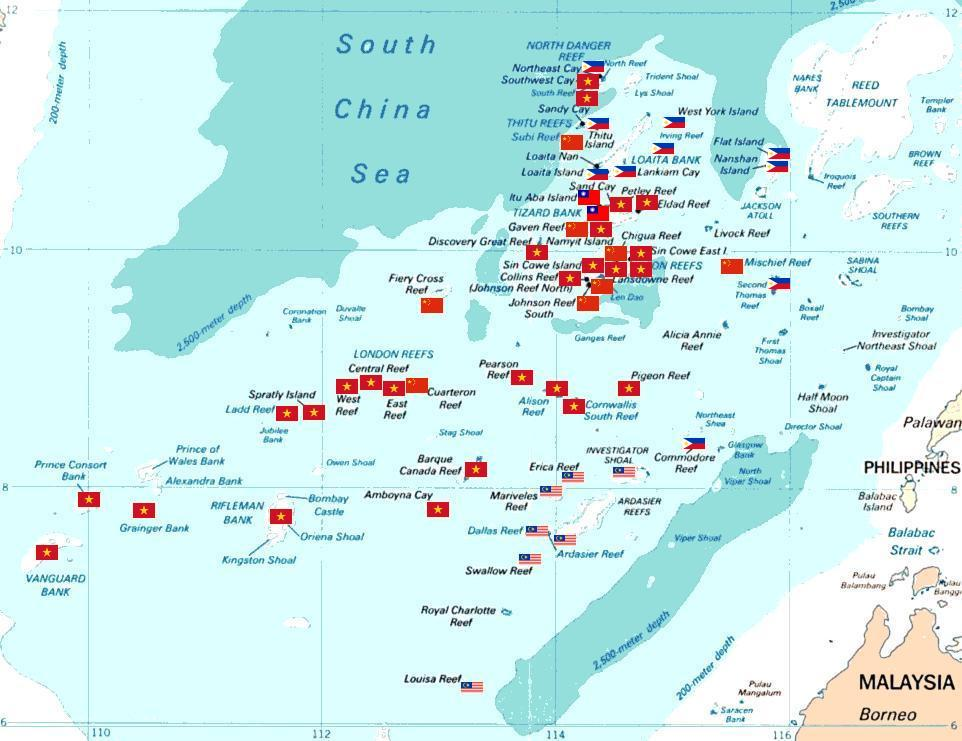
Offizielle Okkupationen im Raum der Spratly-Inseln

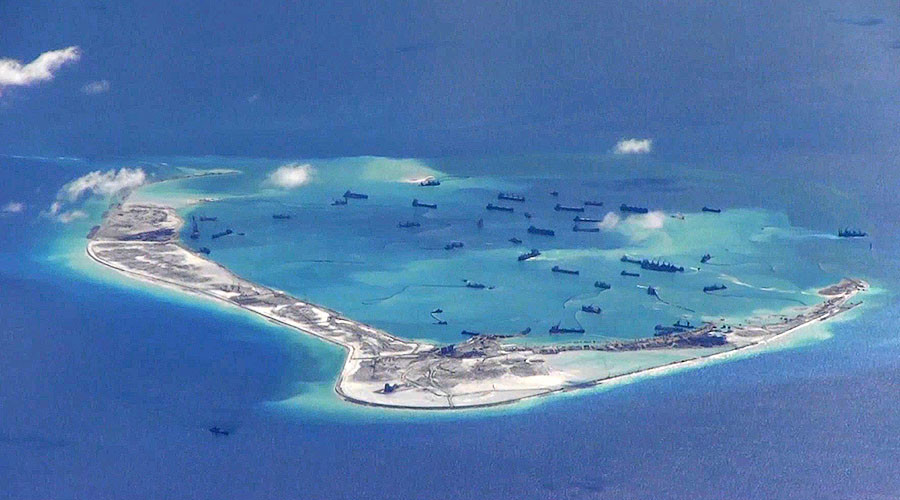
Zhubi Jiao (Subi Reef) im Mai 2015

Die Spratly-Inseln sind über 100 weit verstreuten Riffe, Atolle und kleinen Inseln und werden von sechs Staaten beansprucht:
- Brunei
- Volksrepublik China
- Malaysia
- Philippinen
- Taiwan
- Vietnam.

Unter dem Areal von rund 180.000 Quadratkilometern werden große Erz- und Erdölvorkommen vermutet. Das Gebiet ist ausgesprochen fischreich. Es liegt, strategisch wichtig, in einer der am höchsten frequentierten Wasserstraßen der Welt. Etwa ein Viertel aller weltweiten Transportschiffrouten (Stand: 2012) führt durch diese Meerenge.
Die meisten Inseln des Archipels haben nur Größen von wenigen Hektar und sind ausschließlich per Hubschrauber oder kleinen Booten zu versorgen.
Ein Teil der Inseln, so auch mit Taiping Dao die größte, wurde offiziell 1887 von Frankreich als Teil von Indochina in Anspruch genommen und 1930 durch französische Truppen besetzt.
Die Philippinen halten den nordöstlichen Teil besetzt. Sie berufen sich auf ihre AWZ. Auf der Insel Thitu (Pagasa) (Größe 32 ha) wurden rund 200 Zivilisten in dem Ort Kalayaan angesiedelt, der Rest der Okkupation besteht aus reinen Militärstützpunkten. Die philippinische Armee unterhält wenige Soldaten auf der Insel West York (Likas) (19 ha), auf Northeast Cay (Parola) (13 ha), auf Nanshan (Lawak) (8 ha) und Loaita (Kota) (6 ha).
Taiwan hat einen festen Militärstützpunkt mit langer Landebahn auf Taiping Dao (Itu Aba) (46 ha) eingerichtet. Diese größte aller Spratly-Inseln befindet sich im nördlichen Zentralbereich und wird von 600 Soldaten bevölkert. Darüber hinaus gibt es keine ständige Bevölkerung.
Im Zweiten Weltkrieg wurde Taiping Dao von Japan erobert und zu einer U-Boot-Basis ausgebaut. Administrativ wurde das Eiland dem Bezirk Takao (Kaohsiung), Teil der damaligen japanischen Kolonie Taiwan, zugeschlagen. Nach dem Abzug der Japaner wurde Taiping Dao 1946 an die Republik China zurückgegeben, damit verbunden war die Eingliederung in die Provinz Guangdong. Taiwan sicherte sich gegenüber Japan 1952 im Vertrag von Taipeh den Anspruch auf die Insel. Trotz des Widerspruches seitens Vietnams wurde auf der Insel 2005 eine Landebahn für Flugzeuge angelegt. So ist es möglich unter anderem den C-130 Hercules-Transporter anzulanden.
Malaysia unterhält zeitweise im Swallow-Riff Militärtaucher und Beobachtungsposten der Marine. Aufgrund der winzigen Größe von 6 ha, aufgeteilt auf mehrere Klippen, sind dort keine festen Bauwerke entstanden. Malaysia beansprucht weitere, nur einige Quadratmeter große Riffe im Südosten des Archipels, die in ihrer AWZ liegen würden.
Der Zwergstaat Brunei erhebt ebenfalls Ansprüche auf einige Atolle der Spratly-Inseln, die in seiner AWZ liegen.
Vietnam hält den größten Teil der Spratly-Inseln besetzt. Diese befinden sich vor allem im Westen, Süden, Norden und Zentralbereich. Auf Spratly (Truong Sa) (13 ha) gibt es eine kurze Landebahn und einige vietnamesische Soldaten. Weiters sind auf Southwest Cay (Pugad) (Song Tu Tay) (12 ha) Soldaten stationiert, ebenso auf Sin Cowe (8 ha), Sand Cay (Son Ca) (7 ha) und Namyit (Nam Yet) (5 ha). Auf Amboyna Cey (1 ha) unterhält die vietnamesische Marine einen Leuchtturm.
Die Volksrepublik China hält das Johnson Riff (Chigua Riff) militärisch besetzt. 1988 kam es hier zu einem blutigen Gefecht gegen vietnamesische Truppen. Das Riff wird seit 1990 durch einen künstlichen Damm vor dem völligen Versinken bewahrt und ist bei Springflut regelmäßig völlig geflutet, bei normaler Flut ragen nur kleine Felsspitzen aus dem Wasser. Das ebenfalls von der chinesischen Marine besetzte Subi Riff ist eigentlich nicht okkupationsfähig, weil es nur bei Ebbe kurzzeitig aus dem Wasser ragt. Diese chinesische Okkupation ist mehr ein permanentes Seemanöver im Flachwasser und weniger eine Besetzung. Außerdem hat China das von Überflutung bedrohte Atoll Yongshu Jiao (0,8 ha) mit Betonmauern befestigt und unterhält dort eine Gemüseplantage. Auf Meiji Jiao (Mischief-Riff) wurde bereits Zivilbevölkerung (53 Fischer) angesiedelt.
Nachdem China einige Riffe zu künstlichen Inseln aufgeschüttet hatte, schickten die USA Ende Oktober 2015 demonstrativ ihren Zerstörer USS Lassen vor die Spratly-Inseln und zeigten damit, dass sie einen chinesischen Anspruch auf diese Inseln nicht anerkennen.
China stationierte 2018 Raketen und Marschflugkörper auf den Spratly-Inseln, die USA luden China daraufhin von gemeinsam geplanten Manövern aus.

### Paracel-Inseln
Die Paracel-Inseln sind eine Gruppe kleiner Korallenatolle, rund 330 km südöstlich der Insel Hainan im Südchinesischen Meer und werden in Gänze von zwei Nationen als ihr Territorium beansprucht:
- Volksrepublik China
- Vietnam.

Zu Beginn des 19. Jahrhunderts beanspruchte die vietnamesische Nguyen-Dynastie die Souveränität über die Paracel- und Spratly-Inseln. Dokumente belegen zwischen 1803 und 1856 entsprechende Aktivitäten wie Vermessung und Erstellung von Karten.
China verweist auf den Fund alter chinesischer Waren.
Eine 1904 veröffentlichte Karte der Qing-Dynastie zeigt Hainan als südlichsten Punkt Chinas.
Zu Beginn des 20. Jahrhunderts kontrollierte die französische Indochina-Föderation die Inseln, und seitdem gab es Souveränitätsstreit mit der Republik China.
1941 fielen die Paracel-Inseln an das kaiserliche Japan und wurden mit dem japanisch besetzten Taiwan zusammengelegt. 1945 verließen die Japaner die Inseln.
Auf der Konferenz von San Francisco 1951 wurde die Verteilung der von Japan besetzten Gebiete behandelt und die Verwaltung der Paracel- und Spratly-Inseln wieder an die Französische Union übertragen.
1954 unterzeichnete die Volksrepublik China als Vertreter der Demokratischen Republik Vietnam das Genfer Abkommen, wobei die Verwaltung der Französischen Union über die beiden Paracel- und Spratly-Inseln festgelegt war.
1956 übernahm die Republik Vietnam (Südvietnam) die Kontrolle der Paracel- und Spratly-Inseln.
Verwaltungstechnisch wurde der Kreis der Paracel-Inseln (Hoàng Sa) der Stadt Da Nang (Vietnam) zugeordnet.
Die Volksrepublik China nutzte bereits vorher ein Machtvakuum und hatte einige Monate zuvor die Kontrolle über die östliche Hälfte der Paracel-Inseln übernommen.
1974 verjagte die chinesische Marine die südvietnamesische Marine und übernahmen 1974 die Kontrolle über die gesamten Inselgruppe.
Seit 1974 wird die gesamte Inselgruppe von der Volksrepublik China kontrolliert. 2012 wurden Pläne bekannt, wonach die Volksrepublik auf den Inseln eine Militärbasis errichten und eine Garnison dorthin verlegen möchte. Die Inseln sind der Provinz Hainan unterstellt und gehören zur bezirksfreien Stadt Sansha. Auf den Inseln leben knapp 600 Menschen. Im Mai 2018 landeten chinesische Kampfflugzeuge und Bomber auf den Inseln und führten von dort aus Schießübungen auf Seeziele durch, am 27. Mai fuhren zwei amerikanische Kriegsschiffe durch die 12-Meilen-Zone.

### Scarborough-Riff

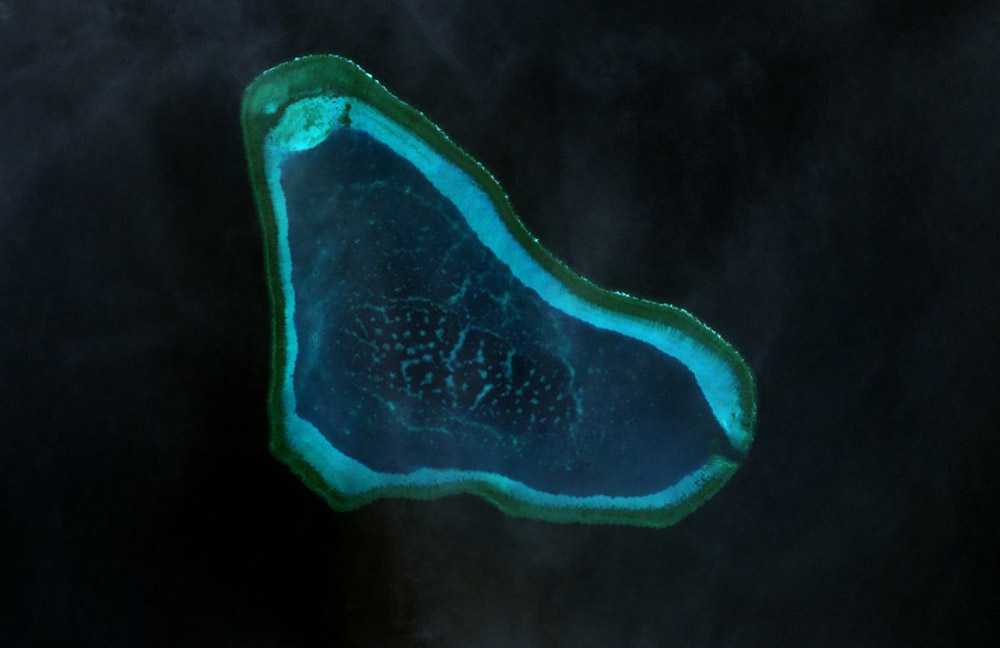
Huangyan Dao

Scarborough-Riff (Huangyan Dao) bezeichnet ein weitgehend versunkenes Atoll, das sich im Chinesischen Meer befindet. Es besteht aus 2 Inseln, mehreren größeren und zahlreichen kleineren Korallenstöcken. Die Hauptinsel South Rock (Nanyan) hat eine Fläche von ca. 3–4 m² und ragt als Fels bis zu 2 m aus dem Meer (bei Flut). Die Gebiete sind unbewohnt. Dem Riff des Atolls liegen weitere noch kleinere Inseln auf, die im Normalfall nur bei Flut erreicht werden können. Alle Felsen weisen zusammengenommen etwa zwei Hektar Landfläche auf. Das Gebiet ist als Fischfanggrund wichtig.
Außerdem zählt es im Amateurfunk als eine DXCC-Entität. Aufgrund dessen fanden bisher drei Funkexpeditionen zu diesem Riff statt (1995, 1997 und 2007).
Das Riff wird von zwei Nationen als ihr Territorium beansprucht:
- Volksrepublik China
- Philippinen.

Derzeit wird das Gebiet von der VR China kontrolliert. China zählt das Riff nach eigener Darstellung seit 1935 zu seinem Territorium.
Von den Philippinen wird das Riff als Kulumpol ng Panatag zur Stadt Palauig in der Provinz Zambales gerechnet (als spezielle Verwaltungszone neben den 19 Barangays der Stadt). Aus chinesischer Sicht gehört das Atoll zu den Zhongsha-Inseln, einer „hypothetischen Großgemeinde“ der Stadt Sansha, Provinz Hainan.
Am 10. April 2012 landeten chinesischer Fischer an einem unbewohnten Atoll des Riffs an. Sie fischen dort seit Jahren unter dem Schutz von chinesischen Aufklärungsbooten, die die philippinische Marine auf Distanz halten sollen. Die Philippinen bezeichnen die chinesischen Fischer ihrerseits als „Wilderer“.

### Macclesfield Bank
Macclesfield Bank besteht aus unter der Wasseroberfläche liegenden Atollen, östlich der Paracel-Inseln, südwestlich der Pratas-Islands und nördlich der Spratly-Inseln. Die Atolle erstrecken sich über 130 km in südwestlich/nordöstlicher Richtung.
Die Macclesfield Bank wird von zwei Nationen als ihr Territorium beansprucht:
- Volksrepublik China
- Taiwan.

### Zhongsha-Inseln
Die von der VR China als Zhongsha-Inseln bezeichneten Objekte, dazu zählen auch Macclesfield Bank und Scarborough-Riff, sind überwiegend unter der Wasseroberfläche liegende Atolle im Südchinesischen Meer. Sie werden von der VR China beansprucht.
Es wird bezweifelt, ob überhaupt ein territorialer Anspruch eines Nationalstaates vorgebracht werden kann, da das gesamte Gebiet unter der Wasseroberfläche liegt.

## Rolle und Positionen verschiedener Länder und Organisationen

### China
Die VR China erhebt Anspruch auf 80 Prozent des Südchinesischen Meeres. China rechtfertigt dies mit der Vielzahl kleiner Inseln, die seit dem 2. Jahrhundert traditionell Bestandteil des chinesischen Territoriums seien. Die meisten dieser Inseln sind unbewohnt und die größeren unter der Kontrolle anderer Länder. Seinen Anspruch auf die gesamte Meeresfläche versucht China bereits seit den 1970er Jahren durchzusetzen. 1974 vertrieb die chinesische Marine Südvietnam von den von ihnen beanspruchten Paracel-Inseln. 1988 tötete die Marine über 70 Vietnamesen, die auf dem Johnson Riff der Spratlys ihre Flagge hissten. In der kurzen Seeschlacht von einer halben Stunde verlor Vietnam drei Schiffe. 1994 landete die Chinesische Marine auf dem Mischief-Riff, das von den Philippinen beansprucht wird.
2002 kam es nach Gesprächen zwischen der ASEAN und China zu einem Abkommen über Verhaltensregeln im Südchinesischen Meer. 2003 gab es eine Erklärung über einen provisorischen Baustopp auf den Spratly-Inseln. Im März 2005 schlossen chinesische, philippinische und vietnamesische Ölfirmen ein Abkommen über eine gemeinsame Erkundung des Seegebietes. 2007 protestierte China gegen den vietnamesischen Vorstoß, Ölfelder im Westen des Meeres zu erschließen.
Als geopolitisches Zeichen wurde 2011 die Fertigstellung des ersten chinesischen Flugzeugträgers, der Liaoning, gewertet.
Am 26. August 2012 rammte die Marine der Volksrepublik per U-Boot eine chinesische Flagge in den Grund des Südchinesischen Meers. „Einige Länder mögen sich provoziert fühlen, aber das macht nichts“, erklärte laut Frankfurter Rundschau Zhao Junhai, Wissenschaftler auf dem Forschungstauchschiffs Seedrache. Dieses Forschungsschiff sucht nach wertvollen Mineralien am Meeresboden.
Schiffe der chinesischen Marineüberwachung Haijian Badui und ein angeblich eigens dafür umgerüstetes, chinesisches Fischerboot durchtrennten mehrmals Kabel von vietnamesischen, norwegischen und philippinischen Forschungsschiffen in den Einflusssphären Vietnams und der Philippinen. Die Schiffe erforschten Ölvorkommen im Südchinesischen Meer.
Seit 2005 fanden fünf russisch-chinesische Marinemanöver u. a. im Chinesischen Meer statt. 2012 fand eine weitere bilateralen Militärübung Chinas mit Russland statt.
Der Vizechef des Hauptstabs der russischen Seestreitkräfte teilte mit, es sei dabei um Methoden zur Vorbeugung gegen Militärkonflikte in ausschließlichen Wirtschaftszonen gegangen.
2014 hat China von Mai bis Juli mit der Tiefseebohrinsel Haiyang Shiyou 981 in den umstrittenen Gewässern weit südlich der Insel Hainan im südchinesischen Meer Probebohrungen durchgeführt. Als Folge gerieten chinesische und vietnamesische Schiffe aneinander und es kam zu antichinesischen Ausschreitungen in Vietnam.
Am 10. August 2016 veröffentlichte die Asia Maritime Transparency Initiative Satellitenaufnahmen, die Ende Juli 2016 angefertigt worden waren und Flugzeughangare auf einigen von der Volksrepublik China beanspruchten Inseln zeigten. Die Hangare befanden sich auf den Inseln Fiery Cross, Subi und Mischief Reefs und hatten eine geschätzte Kapazität nach Fertigstellung von bis zu 80 Kampfflugzeugen. Die Satellitenaufnahmen zeigten zusätzlich hexagonal strukturierte Bauten, bei denen Analysten spekulierten, ob es sich um Raketenabwehrsysteme handeln könnte. Auch von Vietnam wurde vermutet, dass es fortgeschrittene Raketenabwehrsysteme auf einigen vietnamesisch kontrollierten Inseln stationiert hätte.

### Republik China (Taiwan)
Die Republik China (Taiwan) erhebt im Südchinesischen Meer de jure die gleichen Territorialansprüche wie die Volksrepublik China.

### Japan
In Bezug auf die Spratly-Inseln hat Japan ein Interesse an einer stabilen Situation, da 48 Prozent des japanischen Handelsverkehrs sowie ein hoher Anteil des Warenverkehrs von und nach Südkorea, Taiwan und Indonesien durch das Seegebiet läuft. 70 Prozent der japanischen Rohöleinfuhren kommen ebenfalls an den Inseln vorbei.

### Indien
Indien tastet sich über den Kauf von Ölfeldern in das Südchinesische Meer vor. Das Land unterstützt kleinere südostasiatische Anrainer bei der Ausbeutung von Rohstoffen im Chinesischen Meer. China und Indien als aufstrebende Großmächte im asiatischen Raum haben auch aus historischen Gründen ein schwieriges Verhältnis. Territorialkonflikte gibt es auch um Tibet und angrenzende Regionen mit der Volksrepublik.
Indien unterhält gute Beziehungen zu Vietnam. Wie 2012 berichtet wurde, will die indische Regierung für seine Flotte in Vietnam die Werften des vietnamesischen Staatsunternehmen Vinashin nutzen. Im Gegenzug bietet Indien dafür moderne Anti-Schiffsraketen und andere maritime Kooperationen an. Kooperationen von Indiens Seestreitkräften sind auch mit denen von Japan, Australien, Indonesien und Singapur bekannt.

### Vereinigte Staaten

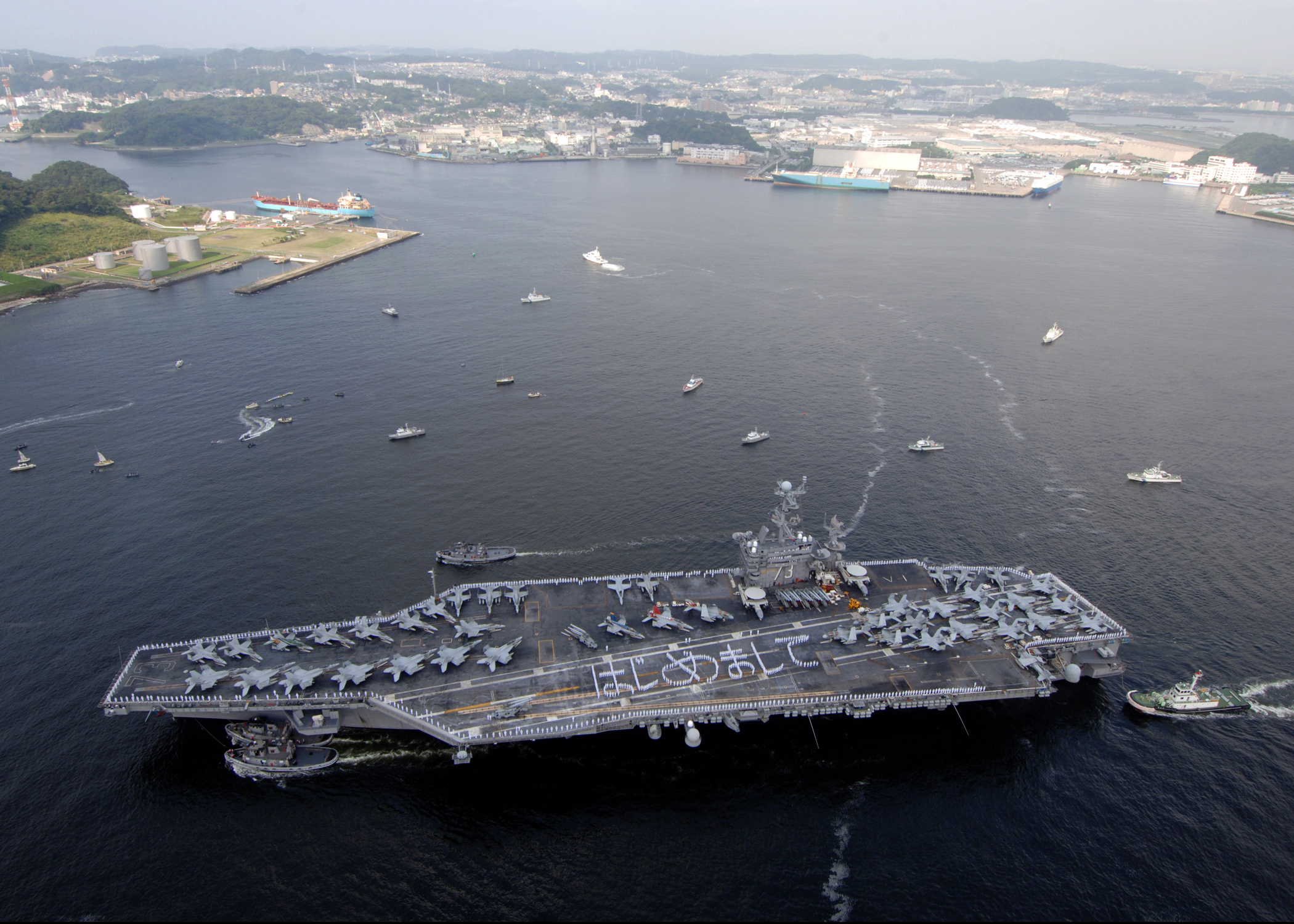
2012 wurde die USS George Washington ins Gelbe Meer verlegt.

Die USA betrachten die Region laut der Einschätzung der FAZ „als erstes Bollwerk gegenüber Pekings Machtstreben“ und haben Verträge mit einzelnen südostasiatischen Staaten über militärische und wirtschaftliche Zusammenarbeit geschlossen. Kleinere Länder, insbesondere die Philippinen sehen die Amerikaner als Garant ihrer Ansprüche.
Die Rolle und Präsenz der USA als Großmacht in der Region geht auf den Zweiten Weltkrieg zurück. Mit militärisch gut ausgerüsteten Ländern wie Südkorea und Japan sind die USA verbündet. Mit Taiwan, Indonesien und den Philippinen unterhalten die USA enge sicherheitspolitische Beziehungen, die Beziehungen zu Vietnam werden ausgebaut.
Die Siebte US-Flotte im Pazifik wurde während des Zweiten Weltkriegs aufgestellt, ist bisher die größte aller amerikanischen Flotten. Sie besteht aus 50–60 Schiffen, 350 Flugzeugen und 60.000 Mann. Die Aufgaben der Siebten Flotte sind, nach offizieller Lesart, die Hilfe bei Naturkatastrophen und gemeinsamen militärischen Operationen, das Operative Kommando für alle amerikanischen Marineeinheiten in der Region und die Verteidigung der koreanischen Halbinsel. Von den derzeit der Siebten Flotte zugeteilten Schiffen operieren 18 von US-Stützpunkten in Japan und Guam aus, darunter die George Washington als Amerikas einziger permanent außerhalb der USA stationierter Flugzeugträger. Diese 18 Schiffe sind das zentrale Element der amerikanischen Präsenz in Asien. Das Flaggschiff der Siebten Flotte ist das Kommandoschiff Blue Ridge, beheimatet in Yokosuka, Japan.
Im Juli 2012 erklärte die US-Außenministerin Hillary Clinton die Seerechtsfragen in der Region zu einem „nationalen Interesse der USA“. Anfang August 2012 lud das Pentagon demonstrativ vietnamesische Militärs auf ein US-Kriegsschiff ein. Das Schiff fuhr durch die Südchinesische See.
Das Weiße Haus warf China 2012 vor, die „Freiheit der Schifffahrt“ zu behindern. Die Chinesen erwiderten, dass sich jährlich 90.000 Handelsschiffe frei auf dem Südchinesischen Meer bewegen würden. Beide Seiten wissen, dass es um US-Spionageschiffe geht, die von China überwacht und behindert werden. Die USA kündigten an, 60 Prozent ihrer Marine in den Pazifik zu verlegen.
Im Juli 2020 schickte die US-Navy Kriegsschiffe zu sogenannten Freedom of Navigation-Fahrten in die von China beanspruchten Gewässer. Damit demonstrierte Washington, dass es die sogenannte Nine-dash-Linie im Südchinesischen Meer, die China offiziell als Landesgrenze beansprucht, nicht akzeptiert. US-Außenminister Mike Pompeo bezeichnete Chinas Gebietsansprüche als illegal. Zu den US-Kriegsschiffen die im Juli 2020 im Seegebiet operieren gehören die zwei Flugzeugträger Nimitz und Ronald Reagan mit ihren Flugzeugträgerkampfgruppen mit je zwei Lenkwaffenkreuzern, zwei bis drei Lenkwaffenzerstörern, zwei Jagd-U-Booten und einem logistischen Trossschiff.

### Philippinen
Die Philippinen sehen sich im Konflikt um Seehoheitsrechte vom überlegenen China bedroht und unterhalten eine enge militärische Kooperation mit den USA. Seit 1991 führt die philippinische Marine zusammen mit der US Navy das jährliche Manöver „Balikatan“ (Schulter an Schulter) durch. An den mehrtägigen Kampf- und Rettungsübungen sind rund sechstausend Soldaten beteiligt.
Ein andauernder Konflikt ist der Anspruch der Philippinen auf die Spratly-Inseln. 1970 besetzten die Philippinen insgesamt acht Inseln, später folgten die weiteren Interessenten Vietnam, Brunei und China mit Besetzungen.
2012 kam es immer wieder zu Zusammenstößen zwischen der philippinischen Marine und chinesischen Fischerbooten oder Kriegsschiffen. Im Frühjahr 2012 wollten Filipinos in der Nähe des Scarborough-Riffs chinesische Fischer festnehmen, die dort Jagd auf Korallen und Suppenschildkröten gemacht haben sollen. Ein chinesisches Kriegsschiff verhinderte die Aktion. Beide Seiten reklamieren das Atoll für sich. Die Philippinen argumentieren, es liege innerhalb ihrer 200-Meilen AWZ. Die Chinesen, deren Küste gut 870 Kilometer entfernt liegt, sehen die Fischerei dort als Gewohnheitsrecht.

### Vietnam
Vietnam fühlt sich von Chinas Ansprüchen stark bedroht. Auf der chinesischen Insel Hainan vor der Küste Vietnams wurde eine große Marinebasis der Chinesischen Volksmarine aufgebaut. Der Marinestützpunkt Sanya liegt östlich Sanyas. Die Insel Hainan ist das Hauptquartier der chinesischen Südmeerflotte der Marine der Volksrepublik. Seit 2001 sind die Bauaktivitäten an der Marinebasis in der westlichen Welt bekannt und im April 2008 veröffentlichte die britische Fachzeitschrift Jane’s Intelligence Review erstmals detailliertere Satellitenbilder der riesigen Anlage.
Vietnams Marine hält Manöver mit dem ehemaligen Kriegsgegner USA ab. Vietnam beansprucht große Teile der Spratly-Inseln als sein Territorium und beruft sich dabei auf seine Geschichte. Die Inseln seien vom Königreich Annam (1806 bis 1860) über die französische Kolonialzeit (bis 1945) auf Vietnam übergegangen.
2007 beschossen vietnamesische Flak-Schützen auf dem Tennant-Riff ein philippinisches Aufklärungsflugzeug.
2012 kam es neben scharfen Wortwechsel zwischen China und Vietnam zu einem Zwischenfall, als laut vietnamesischen Angaben eines von zwei chinesischen Patrouillenbooten, die ein chinesisches Fischerboot begleiteten, vorsätzlich einige Kabel eines vietnamesischen Erdöl-Erkundungsschiffes durchtrennte. Hanoi reagiert mit Schießübungen in der Region. Peking warf Vietnam dagegen vor, chinesische Souveränitätsrechte zu verletzen.

### Australien
In Reaktion auf die anhaltenden Souveränitätsstreitigkeiten im Südchinesischen Meer kündigte die Regierung Australiens in einem am 25. Februar 2016 veröffentlichten Weißbuch an, die Seerüstung in den kommenden zwei Jahrzehnten erheblich zu steigern. In dem Weißbuch wurden alle Konfliktparteien im Südchinesischen Meer aufgefordert, in einen konstruktiven Dialog zu treten. Australien lehne die künstliche Schaffung von Inseln, auch für militärische Zwecke und die darauf basierenden Territorialansprüche ab. Zugleich wurde die Partnerschaft zwischen Australien und den Vereinigten Staaten bekräftigt.
In Reaktion auf das Weißbuch meinte eine Sprecherin des chinesischen Außenministers Hua Chunying, dass China mit den „negativen“ Bemerkungen „unzufrieden“ sei.

### ASEAN
Die kleinen Anrainerstaaten setzten als Schutz teilweise auch auf den einst als Verteidigungsbund gegründete Verband Südostasiatischer Nationen (Asean). 2002 kam es nach Gesprächen zwischen der ASEAN und China zu einem Abkommen über „Verhaltensregeln“ im Südchinesischen Meer. 2003 kam es zu einer Erklärung über einen provisorischen Baustopp auf den Spratly-Inseln. In dem Bund ist die Situation allerdings auch nicht eindeutig, da ihm Länder wie Kambodscha angehören, die Investitionen und Entwicklungshilfe aus China erhalten. Dies war auch der Grund, weshalb erstmals in der Geschichte des 1977 gegründeten Bundes 2012 keine Abschlusserklärung nach dem Treffen ihrer Außenminister abgegeben wurde.
Am 26. Juni 2020 fand der 36. ASEAN-Gipfel statt. Vietnam hat als Vorsitzender des Gipfels die Erklärung des Vorsitzenden veröffentlicht. In der Erklärung heißt es, das Seerechtsübereinkommen der Vereinten Nationen sei „die Grundlage für die Bestimmung der maritimen Ansprüche, der Hoheitsrechte, der Gerichtsbarkeit und der berechtigten Interessen über Seezonen, und das UNCLOS von 1982 legt den rechtlichen Rahmen fest, innerhalb dessen alle Aktivitäten in den Ozeanen und Meere müssen durchgeführt werden. “

## Rechtliche Situation
Das Seerechtsübereinkommen der Vereinten Nationen von 1982 sieht eine Ausschließliche Wirtschaftszone (AWZ) vor, die maximal 200 Seemeilen weit vor die Küste eines Staates reicht. Dies gilt auch für die Inseln eines Staates. Daraus ergeben sich Fragen, was eine Insel im rechtlichen Sinn ist, und wie eine Insel von anderen Landformationen im Meer, beispielsweise von Felsen oder von trockenfallenden Erhebungen, abzugrenzen ist. Letztere ermöglichen nämlich trotz Zugehörigkeit zu einem Staat keine Rechte auf die benachbarten Seegebiete. Diese Rechtsfragen sind bisher noch nicht entschieden.
Inzwischen werden im Südchinesischen Meer mehr als 100 Landformationen von den Anrainerstaaten beansprucht. Manche Landformationen werden befestigt, erweitert und zu Stützpunkten ausgebaut, um auf diesem Weg zu den Rechten auf eine AWZ zu kommen.
Am 22. Januar 2013 rief die Regierung der Philippinen den Ständigen Schiedshof in Den Haag an, um die Territorialansprüche zwischen China und den Philippinen zu klären. Dabei berief sie sich auf das Seerechtsübereinkommen der Vereinten Nationen (SRÜ). Am 19. Februar 2013 erklärte die Volksrepublik China, den Schiedsspruch nicht anerkennen zu wollen. Zur Begründung erklärte die chinesische Seite, dass die Anrufung des Schiedshofes durch die Philippinen gegen frühere Vereinbarungen zwischen China und den Philippinen verstoße, nach denen die Territorialstreitigkeiten in bilateralen Verhandlungen geregelt werden sollten.
Zu Schiedsrichtern wurden Thomas Mensah (Ghana; Vorsitzender), Jean-Pierre Cot (Frankreich), Stanisław Pawlak (Polen), Alfred Soons (Niederlande) und Rüdiger Wolfrum (Deutschland) ernannt. Am 12. Juli 2016 entschied das Schiedsgericht, dass Panganiban (Mischief Reef), Ayungin (Second Thomas Shoal) und Recto (Reed Bank vor Palawan) zur ausschließlichen Wirtschaftszone der Philippinen gehörten, Panatag (Scarborough-Riff) jedoch nicht. Die Fischgründe von Panatag würden traditionell von mehreren Ländern genutzt; weder China noch die Philippinen dürften andere dort vom Fischen abhalten. Zur Urteilsbegründung hieß es, dass in der Vergangenheit chinesische Seefahrer und Fischer (genauso wie die anderer Länder) die Inseln im Südchinesischen Meer besucht hätten, aber dass es keine Beweise dafür gäbe, dass China in historischer Zeit wirkliche ausschließliche exekutive Gewalt über die Inseln und deren Territorialgewässer ausgeübt habe. Daher gäbe es keine rechtliche Grundlage für die von China beanspruchte „Neun-Strich-Linie“.
Die Regierung der Philippinen begrüßte das Urteil, während die Vertreter der Volksrepublik China es für unbegründet und nicht bindend erklärten.